# Halloweentown 4 – Das Hexencollege
Halloweentown 4 – Das Hexencollege (Originaltitel: Return to Halloweentown) ist eine US-amerikanische Fantasy-Filmkomödie aus dem Jahr 2006 und die dritte Fortsetzung der Komödie Halloween Town – Meine Oma ist ’ne Hexe aus dem Jahr 1998. Regie führte David Jackson; das Drehbuch schrieben Max Enscoe, Annie DeYoung, Juliet Giglio und Keith Giglio.

## Handlung
Marnie Piper und ihr Bruder Dylan besuchen die Halloweentown University, die auch als Hexenuniversität bezeichnet wird. Zum Lehrplan gehören jedoch Anglistik und Geschichte anstelle der Hexenkunst. Marnie erfährt, dass der Unterrichtsplan geändert wurde, nachdem sie ein Tor zwischen der Fantasiewelt und der normalen Welt öffnete.
Marnie findet und öffnet eine Schatulle, deren Inhalt, ein Amulett, Macht über andere Menschen verleiht und einst Splendora Cromwell gehörte. Das Amulett wird von Dr. Goodwyn gestohlen, die von Marnie, Dylan und Gwen Cromwell bekämpft wird.

## Kritiken
Kevin Carr schrieb auf www.7mpictures.com, der Film sei besser als die früheren zwei Fortsetzungen des Originalfilms. Sara Paxton verkörpere den Hauptcharakter mit mehr Reife als ihre Vorgängerin in den früheren Teilen der Reihe.
Die Zeitschrift TV Spielfilm schrieb, der Film „verzaubert nur Grundschüler“.

## Auszeichnungen
Der Film wurde im Jahr 2007 in der Kategorie Outstanding Art Direction for a Miniseries or Movie für den Emmy nominiert; außerdem wurde er 2007 für das Produktionsdesign für den Excellence in Production Design Award der Art Directors Guild nominiert.

## Hintergründe
Der Film wurde in Salt Lake City, in Ogden (Utah) und in Provo (Utah) gedreht. Seine Premiere in den Vereinigten Staaten fand am 20. Oktober 2006 statt. In Deutschland fiel sie auf den 28. April 2007.
Für den vierten Teil wurde nicht mehr Kimberly J. Brown angefragt, die Marnie noch in den ersten drei Teilen spielte. Auf einmal verkörpert Sara Paxton ("Aquamarin") die Rolle. Das ist zunächst extrem irritierend, da Marnie die Hauptfigur der Reihe ist, weshalb der Film auch schlechtere Reviews bekam als die Vorausgehenden. So etwas kommt nur selten in der Filmwelt vor und ist auch häufig negativ für die Reihe, daher kommt die Frage auf, wieso hier die Entscheidung gefällt wurde, die Hauptcharakterin neu zu casten.
Über Kimberly J. Browns Verbleib gab es viele Spekulationen. Eine davon, dass sie womöglich einen terminlichen Konflikt mit einem anderen Projekt hatte, oder es zum Streit mit dem Team gekommen sein könnte.
Brown erzählt in ihrem Youtube-Kanal, dass sie eigentlich unfassbar gerne beim vierten Teil mitgespielt hätte und auch selbst nicht genau weiß, wieso sie nicht gecastet wurde. Sie widerlegt die Spekulationen und sagt, sie sei sogar im Gespräch mit Disney gewesen, aber sie hätten sich dafür entschieden, die Rolle neu zu casten. Im Interview mit Seventeen später sagt sie: "Ich war traurig für die Fans und auch generell ein bisschen enttäuscht, einfach nur, weil ich Marnie liebe und die Reihe liebe und mich immer freuen würde, sie nochmal spielen zu dürfen."
Letztendlich könnte man natürlich vermuten, dass Sara Paxton durch ihren Erfolg mit "Aquamarin" eine größere Fangemeinde als Brown hinter sich hat und die Entscheidung deshalb getroffen wurde. Allerdings könnte es auch daran gelegen haben, dass das Produktionshaus mit dem Management der Schauspielerin finanziell nicht auf einen Nenner gekommen ist.

## Weitere Teile
Dem Film gingen voraus:
- 1998: Halloween Town – Meine Oma ist ’ne Hexe
- 2001: Halloweentown II
- 2004: Halloweentown III: Halloweentown Highschool